# Шрейдер, Пётр Дмитриевич
 Пётр Дмитриевич Шрейдер (31 марта 1863 — после 1920) — русский военачальник, герой русско-японской войны.

## Биография
Окончил 1-ю Московскую военную гимназию (1881) и 3-е Александровское военное училище (1884), выпущен подпоручиком в 8-ю артиллерийскую бригаду.
Чины: поручик (1886), штабс-капитан (1890), капитан (1892), подполковник, (1896), полковник, (1900), генерал-майор (1909), генерал-лейтенант (1914).
В 1890 году окончил Николаевскую академию Генерального штаба по 1-му разряду.
Служба: ст. ад-т штаба 8 пд (с 26.11.1890), обер-офицер для особых поручений при штабе V АК (с 29.10.1892), штаб-офицер для особых поручений при штабе кав. корпуса (с 09.01.1896), нач. штаба 1 округа отд. корпуса пограничной стражи (с 13.01.1901), командир 99-го Ивангородского пехотного полка (с 01.06.1904), участник русско-японской войны. Нач. Войск, штаба ОКВ (26.01 - 08.03.1909), начальник Офицерской стрелковой школы (08.03.1909-15.11.1913). Начальник 5-й стр. бригады (15.11.1913-21.03.1915). Участник похода в Восточную Пруссию. Начальник 17-й пехотной дивизии (21.03.1915-19.04.1917). В 1917 поменял фамилию на Тележников. Состоял в резерве чинов при штабе Двинского ВО (19.04.-14.05.1917). Командир 9-го армейского корпуса (14.05.-09.09.1917). Состоял в резерве чинов при штабе Минского ВО (09.09.-07.10.1917), затем Петроградского ВО (с 07.10.1917). Служил в РККА. Военрук Ярославского ВО (22.01.-24.12.1919). Включен в списки Генштаба РККА от 07.08.1920.
Был женат на Елизавете Александровне Ивановой (9.10.1883—?).

## Награды
- Орден Святой Анны 3-й степени (1895)
- Орден Святого Станислава 3-й степени (1898)
- Орден Святого Станислава 2-й степени (1899)
- Орден Святого Владимира 4-й степени (1904)
- Орден Святого Владимира 3-й степени (1905)
- Золотое оружие «За храбрость» (23.04.1906)
- Орден Святого Станислава 1-й степени (1912)
- Орден Святой Анны 2-й ст. с мечами (1915)